# Grupo de Estados contra la Corrupción

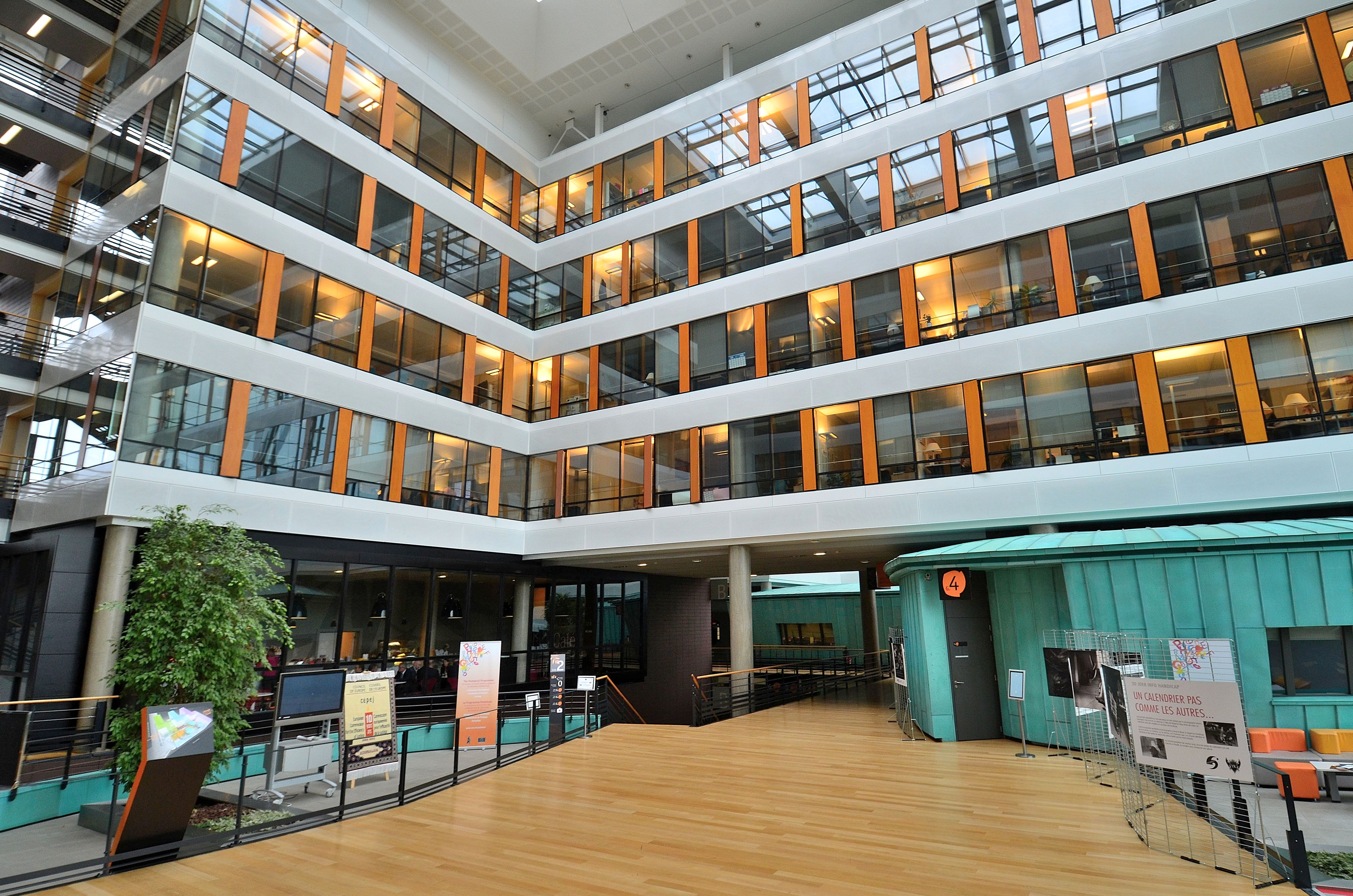
Edificio Agora, su sede

El Grupo de Estados contra la Corrupción (Greco) es un órgano del Consejo de Europa para mejorar la capacidad de los Estados miembros en la lucha contra la corrupción. Fue creado el 1 de mayo de 1999 por 17 países europeos y actualmente está formado por los 46 estados miembros del Consejo, Bielorrusia (con representación limitada desde 2022), Estados Unidos y Kazajistán.

## Histórico
Heredero del Grupo Multidisciplinario sobre la Corrupción (GMC), creado en septiembre de 1995 bajo los auspicios del Comité Europeo para los Problemas Criminales y del Comité Europeo para la Cooperación Jurídica, la lucha contra la corrupción se ha convertido en una de las prioridades del Consejo de Europa, con un mecanismo de seguimiento. En 1997, la idea de este convenio penal se extendió a los estados no miembros del Consejo de Europa. En noviembre de 1997, se adoptaron los Veinte Principios Directores (resolución (97)24) para la lucha contra la corrupción. En marzo de 1998, el GMC acordó instituir un «Grupo de Estados contra la Corrupción – Greco», autorizado por la Comisión de Ministros en mayo de 1998. Este Grupo se creó oficialmente el 1 de mayo de 1999 por 17 de los Estados miembros del Consejo : Bélgica, Bulgaria, Chipre, Estonia, Finlandia, Francia, Alemania, Grecia, Islandia, Irlanda, Lituania, Luxemburgo, Rumanía, Eslovaquia, Eslovenia, España y Suecia, a los que se añadieron posteriormente todos los estados miembros del Consejo además de Estados Unidos y Kazajistán. La Federación Rusa dejó de ser miembro tras su expulsión del Consejo de Europa en 2022 y Bielorrusia tiene su participación restringida.

## Objeto
Según el artículo 1.º del Estatuto adoptado en 1999, el Greco tiene «por objeto mejorar la capacidad de sus miembros de luchar contra la corrupción, velando por la aplicación de los compromisos tomados en este ámbito, mediante un proceso dinámico evaluador y de presión mutuos». Con el fin de conseguir este objetivo, el Greco se encarga de:
- 1. Seguir la aplicación de los Principios Directores para la lucha contra la corrupción tal como han sido adoptados por el Comité de Ministros del Consejo de Europa el 6 de noviembre de 1997.
- 2. Seguir la aplicación de los instrumentos jurídicos internacionales que se adoptaden en cumplimiento del Programa de Acción contra la Corrupción, conforme a las disposiciones contenidas en estos instrumentos» (art. 2 del Estatuto).

## Organización
El Greco, cuya sede se encuentra en Estrasburgo, dispone de: 
- Secretaría, dirigida por el secretario ejecutivo, nombrado por el secretario general del Consejo de Europa. [2]
- Bureau, compuesto por 7 miembros del GRECO, incluyendo a su presidente, el croata Marin Mrčela.[3]
- Comité estatutario

## Fechas clave
- Estrasburgo, 1995 : Creación del GMC.
- Estrasburgo, 1996 : adopción del Programa de acción contra la corrupción.
- Estrasburgo, 1999 : creación del Greco el 1 de mayo. Apertura a la firma de Convenios penal (STE 173) y civil (STE 174) sobre la corrupción.
- Estrasburgo, 2000 : Recomendación sobre los códigos de conducta para los agentes públicos (Recomendación n° R (2000)10).
- Estrasburgo, 2003 : Recomendación sobre las reglas comunes contra la corrupción en la financiación de los partidos políticos y de las campañas electorales (Recomendación Rec(2003)4). Apertura a la firma del Protocolo adicional a la Convención penal sobre la corrupción (STE 191).

## Informes sobre España
- 3 de enero de 2018: Publicación del Informe de cumplimiento provisional en la cuarta ronda de evaluación.[4][5] Respecto a la justicia, reprocha la intervención política en la elección del CGPJ, los presidentes de Audiencias Provinciales y Tribunales Superiores de Justicia, y magistrados del Tribunal Supremo y Audiencia Nacional.[6][7]